# Красний Ключ (Іглінський район)
Кра́сний Ключ (рос. Красный Ключ, башк. Красный Ключ) — присілок у складі Іглінського району Башкортостану, Росія. Входить до складу Іглінської сільської ради.
Населення — 54 особи (2010; 45 в 2002).
Національний склад:
- білоруси — 31 %